# Jan Bouzek
Jan Bouzek (1935. február 17. – 2020. november 3.) cseh régészprofesszor, ókortörténész.

## Élete
A Károly Egyetemen végzett őskori régészeten és klasszika archeológia szakon. 1958-tól ugyanott asszisztens, majd 1962-tól szakmai asszisztens ugyanott. 1966-tól a tudományok kandidátusa fokozatot, 1967-ben pedig kisdoktori fokozatot szerzett. 1967-1968-ban Humboldt ösztöndíjas volt a Tübingeni Egyetemen. 1968-1969-ben megvédte első habilitációs munkáját, de a habilitációs folyamatot megszüntették. 1980-ban megvédte második munkáját, majd 1983-ban docens lett. 1991-től professzor, 1992-től a tudományok doktora.
1969-1991 között a prágai Nemzeti Múzeum klasszikus régészet osztályát vezette. 1989-1991 között a Károly Egyetem dékán helyettese, 1993-2001 között a klasszika archeológia szak igazgatója, 2012-ig igazgatóhelyettes vezetője. Közben a hostinnéi antik művészeti galériát és a litomyšli antik szobrászat múzeumát is vezette.
Számos ásatást vezetett ÉNy-Csehországban és Morvaországban Drahomír Kouteckývel, Törökországban, Görögországban, Srí Lankán, Libanonban és Bulgáriában. Többek között pistirosi és bejrúti cseh ásatásokat is vezette. Előadó volt az Egyesült Államok egyetemein, Franciaországban, Németországban, Ausztriában, Lengyelországban, Szlovákiában és Csehországban.
Fő specializációja a kora görög, etruszk és trák régészet. Számos cikket szentelt a közép-európai őskornak, a római provinciális régészet témáinak, illetve a cseh művészet antik hagyományainak.

## Elismerései
- 1994 Károly Egyetem rektorának díja
- 1995 Károly Egyetem ezüst érme
- Volterra (Olaszország) díszpolgára
- Dignitario dell'Ombra della Sera (Olaszország) díszpolgára
- 2012 Bulgária Kulturális Minisztériumának elismerése
- 2015 Károly Egyetem arany érme
- 2015 Septemvri (Bulgária) érme

## Művei
- 1966 The Knovíz Settlement in NW Bohemia. Praha. (tsz. D. Koutecký – E. Neustupný)
- 1969 Homerisches Griechenland. Praha
- 1974 Graeco-Macedonian Bronzes. Praha
- 1985 The Aegean, Anatolia and Europe: Cultural Interrelations in the 2nd millennium B.C. Goethenburg–Praha
- 1990 Studies of Greek Pottery in the Black Sea Region. Praha
- 1994 Od mýtu k logu. Praha (tsz. Z. Kratochvíl)
- 1995 Řeč umění a archaické filosofie. Praha (tsz. Z. Kratochvíl)
- 1997 Greece, Anatolia and Europe in the Early Iron Age. Jonsered (Astrom)
- 2000 The Lusatian Culture in NW Bohemia. Most. (tsz. D. Koutecký)
- 2005 Thracians and Their Neighbours. Praha
- 2005/2011 Pravěk českých zemí v evropském kontextu
- 2007 Keltové našich zemí v evropském kontextu. Praha
- 2009 Umění a myšlení. Praha
- 2012 Ucho zobákovité konvice v Piešťanech a Horné Orešany – Slepý vrch. In: Archeológia na prahu histórie – K životnému jubileu Karola Pietu.
- 2013 Vznik Evropy. Praha
- 2016 Mezi archeologií a historií. Praha
- 2018 Art and Mind. The Development of Human Mind as seen through the Art. Praha
- 2018 Studies of Homeric Greece. Praha
- 2020 Mýty Řeků a jejich sousedů. Praha